# 515
515(오백십오)는 514보다 크고 516보다 작은 자연수다.

## 수학
- 합성수로, 그 약수는 1, 5, 103, 515다. 진약수의 합은 109이므로, 515는 부족수다.
- 회문수다.
- {\displaystyle 515=41+43+47+53+59+61+67+71+73}
  - 연속하는 소수(素數) 9개의 합으로 나타낼 수 있으며, 이 성질을 지닌 앞의 수는 479, 다음 수는 553이다.
- {\displaystyle 515=11^{2}+13^{2}+15^{2}}
  - 연속하는 세 홀수의 제곱합으로 나타낼 수 있으며, 이 성질을 지닌 앞의 수는 371, 다음 수는 683이다.

## 과학·기술
- NGC 515(영어판): 물고기자리 방향에 있는 렌즈형은하.
- 515 아탈리아(영어판): 소행성.
- 피아트 515(영어판): 피아트의 승용차.

## 교통

### 철도
- 수도권 전철 5호선 발산역의 역번호.

### 도로
- 고속도로
  - 주간고속도로 제515호선(영어판): 미국의 주간고속도로.
  - 오토루트 515호선(프랑스어판): 프랑스의 고속도로.
- 기타 도로
  - 515번 지방도 (폐지): 충청북도 괴산군 청천면에서 음성군 금왕읍 호산리까지 이어지던 대한민국의 과거 지방도.
  - 현도 제515호선

## 군사
- B-515(영어판): 소련 및 러시아 해군의 군용 잠수함.
- U-515(영어판, 독일어판): 제2차 세계 대전에 사용된 나치 독일의 군용 잠수함.

## 문화유산
- 대한민국의 보물 제515호: 숙신옹주 가옥허여문기
- 대한민국의 사적 제515호: 함안 말이산 고분군

## 기타
- 날짜: 5월 15일
  - 5·15 사건 (1932년)
- 연도: 515년, 기원전 515년
- 515 얼라이브(영어판): 미국 아이오와주 디모인에서 열리는 음악제.